# Edward Summanen
Edward Summanen, född 1980 i Stockholm, är en svensk författare och krönikör inom hbtq-frågor. 
Edward Summanen är socionom och kulturvetare med inriktning mot genusvetenskap. Han har arbetat med hbtqi-frågor sedan 2008, bland annat sex år som projektledare på RFSL Ungdom och sex år som sakkunnig i transfrågor på RFSL. Sedan maj 2022 arbetar han på förbundskansliet tillhörande Transammans – förbundet för transpersoner och närstående, med fokus på psykisk hälsa och suicidprevention.
Han debuterade som författare 2008 och är i Sverige utgiven på Vombat förlag, Natur & Kultur och Rabén & Sjögren. Maj 2021 blev han fast krönikör på den digitala hbtq-tidningen QX.se (en del av QX Förlag) där han framför allt skriver om ämnen relaterade till transpersoners hälsa och livsvillkor.

## Priser och utmärkelser
- 2013 – RFSU Stockholms eldsjälspokal[4]
- 2018 – Transammanspriset[8]
- 2021 – Diversity Index Award, kategorin könsidentitet/könsuttryck[9]
- 2023 – Prisma (litteraturpris) Årets facklitterära verk: Trans – fakta, forskning och erfarenheter[10]